# 秀貴人
秀貴人（？—1745年），姓氏及出身均不詳，乾隆帝之貴人。

## 生平
目前並不清楚她是在何時、以何情況被乾隆帝收為後宮主位。雍正十三年九月二十四日，剛登極的乾隆帝下旨詔封高姓側福晉為貴妃，那拉姓側福晉為妃，蘇姓格格、黃姓格格為嬪，金姓格格為貴人，海姓格格、陳姓格格為常在，沒有秀貴人之名，表明她並非乾隆帝潛邸時的侍妾，應該在乾隆初年入宮。乾隆二年十一月二十四日，乾隆帝下旨將後宮內的兩位常在晉封為貴人。當代研究學者王冕森認為海常在和陳常在已經在同年五月十一日（一說五月十二日）晉封為貴人，所以十一月二十四日晉封的兩位常在有可能是乾隆帝登極之後被收入後宮的怡嬪柏氏和秀貴人:424-425，然而有關推測尚需進一步考證。
乾隆十年（1745年）十月十四日，秀貴人薨逝，僅在四天後張常在亦薨逝。乾隆十七年，裕陵全工告竣，經欽天監敬擇佳期，定於本年十月十三日，孝賢皇后梓宮奉移裕陵，這一天隨孝賢皇后梓宮奉移的還有慧賢皇貴妃、哲憫皇貴妃、儀嬪的金棺，以及秀貴人、張常在的彩棺，儀嬪、秀貴人、張常在三人奉移到裕陵妃園寢入葬，同年十月二十七日，奉安裕陵妃園寢。 《昌瑞山萬年統志》誤稱儀嬪、秀貴人、張常在於乾隆十一年十月二十七日入圈。

## 影視作品
- 電視劇

| 年份 | 劇名   | 演員   | 剧中姓名 | 劇中稱謂      |
| 2018 | 如懿傳 | 赵若汐 | 徐氏     | 秀答應→秀常在 |